# 下原駅
下原駅（しもはらえき）は、埼玉県狭山市入間川（南端のごく一部のみ入間市大字黒須）に存在した西武鉄道池袋線の貨物駅である。
武蔵藤沢 - 稲荷山公園間、稲荷山公園駅のほとんど直近にあった。

## 概要
池袋線が池袋方面から稲荷山公園駅に進入するカーブの手前、航空自衛隊入間基地を通り抜ける部分にあった。駅の延長は基地を通り抜けている部分の半分近くにあたるという長さで、北端は稲荷山公園駅手前の基地内踏切直前にまで達していた。
構内は上り本線側に張り出すように側線が2本設置されており、本線と交わる北端部と南端部の他、中ほどに上り本線との連絡線が存在した。また南端部には基地内への専用線のうち1本が接続しており、見かけ上この専用線の延長が駅になっているようでもあった。
同駅は終戦後、周囲にあった陸軍航空士官学校および豊岡飛行場を進駐軍が接収し、在日米軍ジョンソン基地へと転換したことにより、その資材輸送用の貨物駅として開業したものである。基地が1963年に日本へ返還され、航空自衛隊入間基地となった後も引き続き用いられたが、1982年に廃駅となった。
なお貨物輸送は同駅を直接用いたのではなく専用線を引き込んで行われ、日本への返還時点で北東方向に1本、北西方向に2本、南東方向に1本の計4本の専用線が出ていた。これらの専用線は入間基地時代にも引き継がれたが、しばらくして廃止となったようで、最終的には南東方向の1本のみが残されていた。

## 歴史
- 1945年（昭和20年）11月20日 - 在日米軍ジョンソン基地（返還後は航空自衛隊入間基地）開設に伴い、資材運搬用の専用貨物駅として開業。
- 1982年（昭和57年）12月20日 - 廃駅。

## 隣の駅
西武鉄道
■池袋線（1982年12月現在）
武蔵藤沢駅 - 下原駅 - 稲荷山公園駅

## 廃駅後の状況
廃駅後、線路の撤去が行われずに放置された状態がしばらく続いたが、やがて上り本線との連絡線を撤去し、内側の側線と上り本線の間の空き地を除いて駅跡ごと入間基地の敷地へ編入された。両者の間には現在鉄格子のフェンスが設置されている。
基地寄りの側線は編入前からかなり荒れ果てた状態で、一足早く線路が撤去されて駐車場などに転用されたが、内側の側線は専用線とともに大きな荒廃もなく近年まで生き残っていた。このため場所によっては線路が敷かれている奥に駐車場があるという中途半端な状態となり、事情をよく知らない人間には基地内に専用線があるように見えるとともに、使われているのかいないのか判然としないありさまであった。
それも2005年頃から線路の全面撤去が始まり、跡地はアスファルトで舗装されて道となった。現在は周りを取り囲んでいる入間基地内の道路として転用されているために近寄ることはできないが、上り線の東側に一部異様に犬走りが広い場所があるほか、その向こうの基地内に線路とフェンスにぴったり沿った道と妙にふくらんだ空き地とが続いている部分があるので、車窓からでもある程度の判別がつく。